# Gypsonoma
Gypsonoma är ett släkte av fjärilar som beskrevs av Edward Meyrick 1895. Gypsonoma ingår i familjen vecklare.

## Bildgalleri

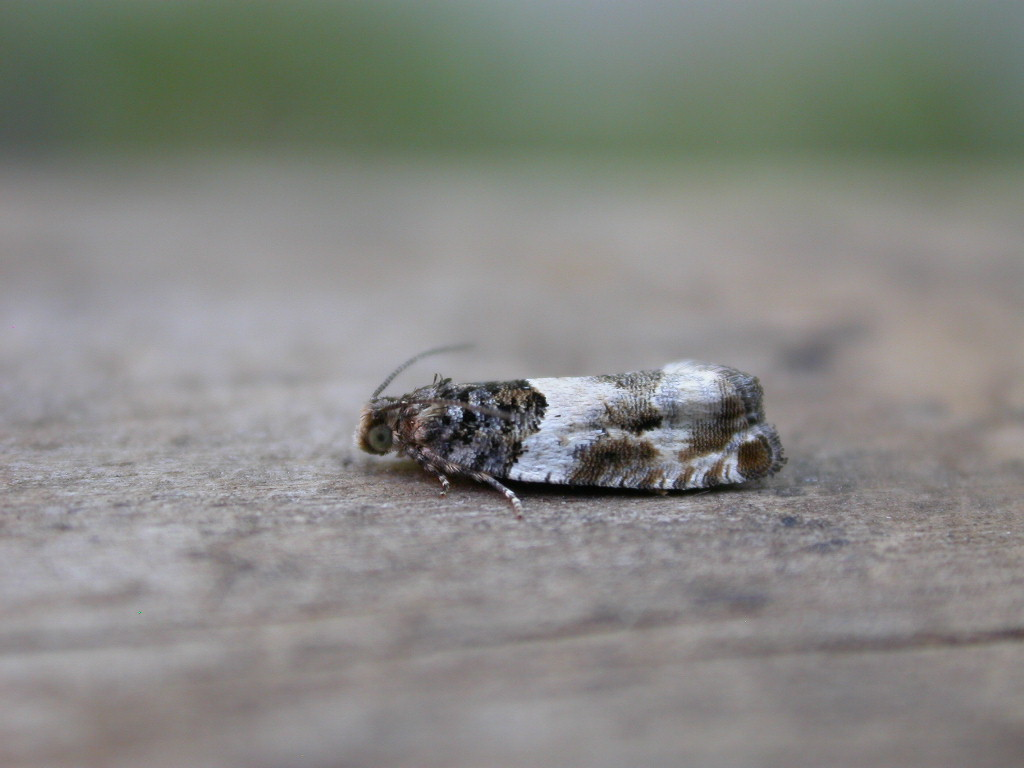
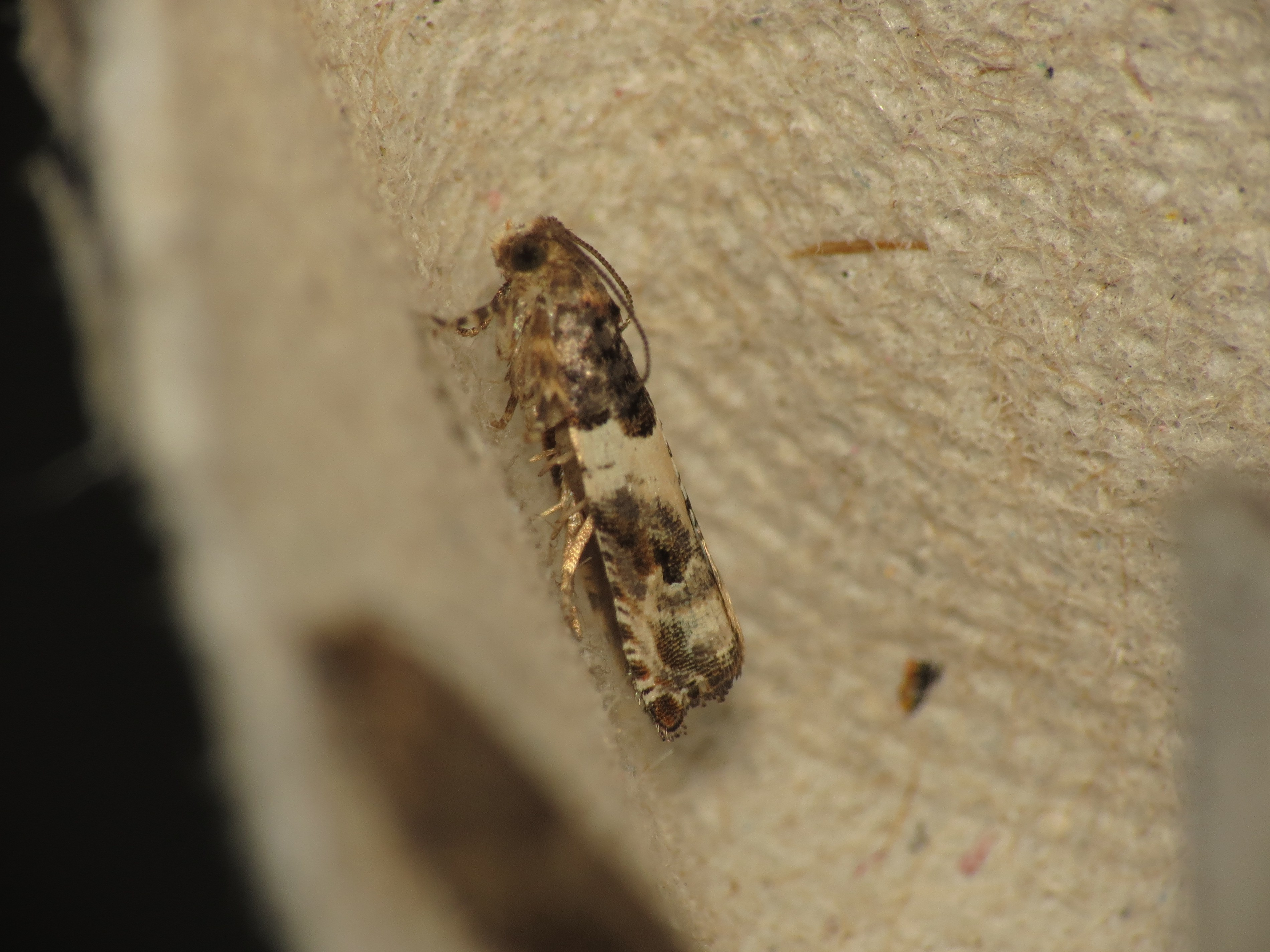
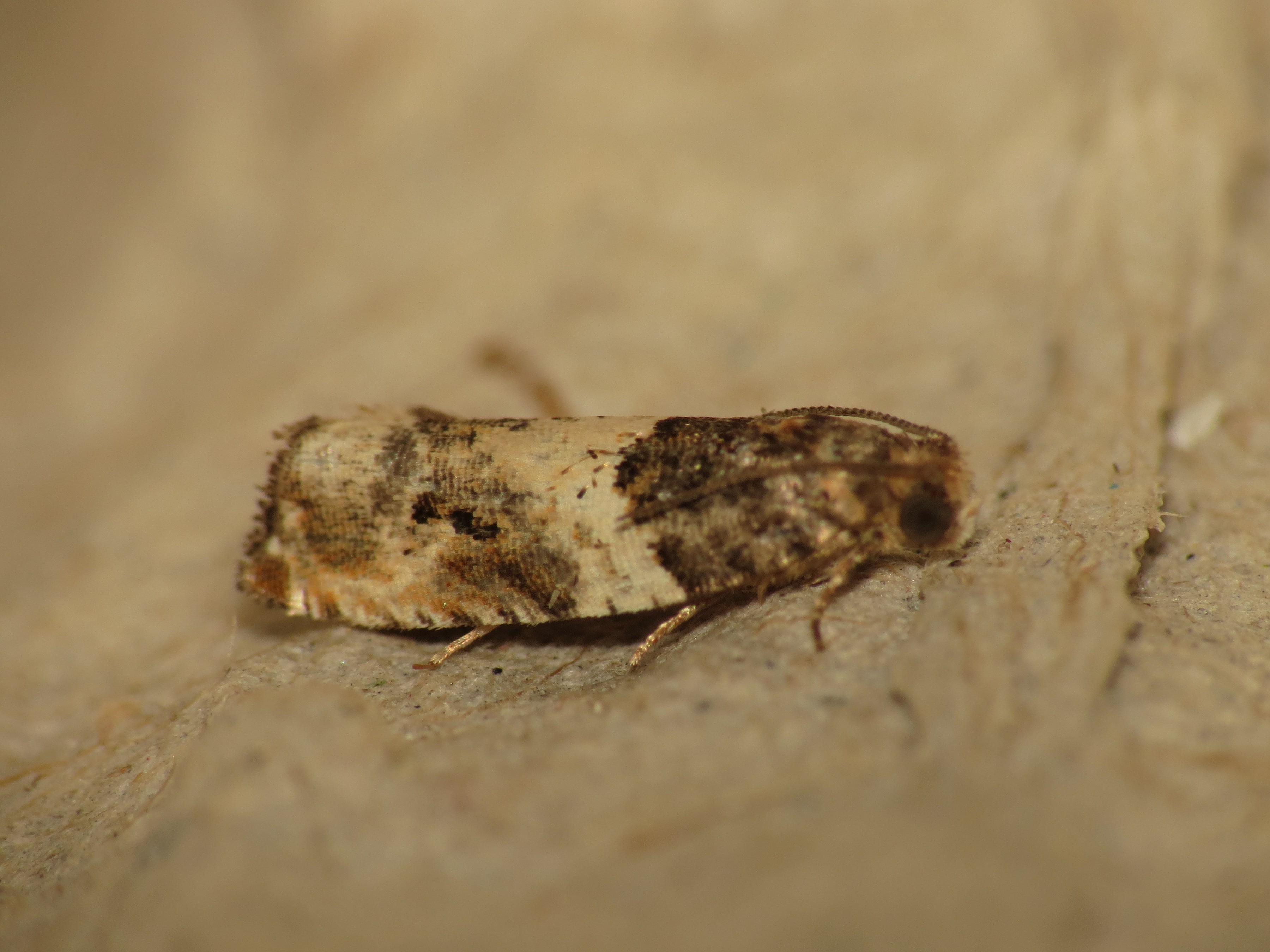
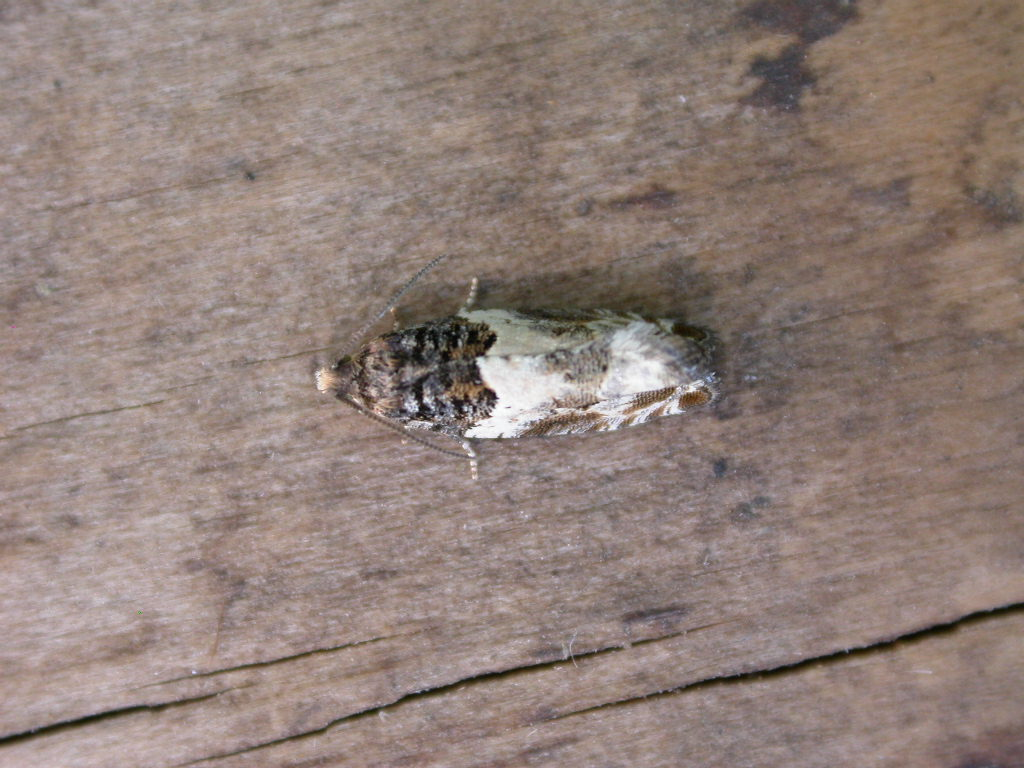
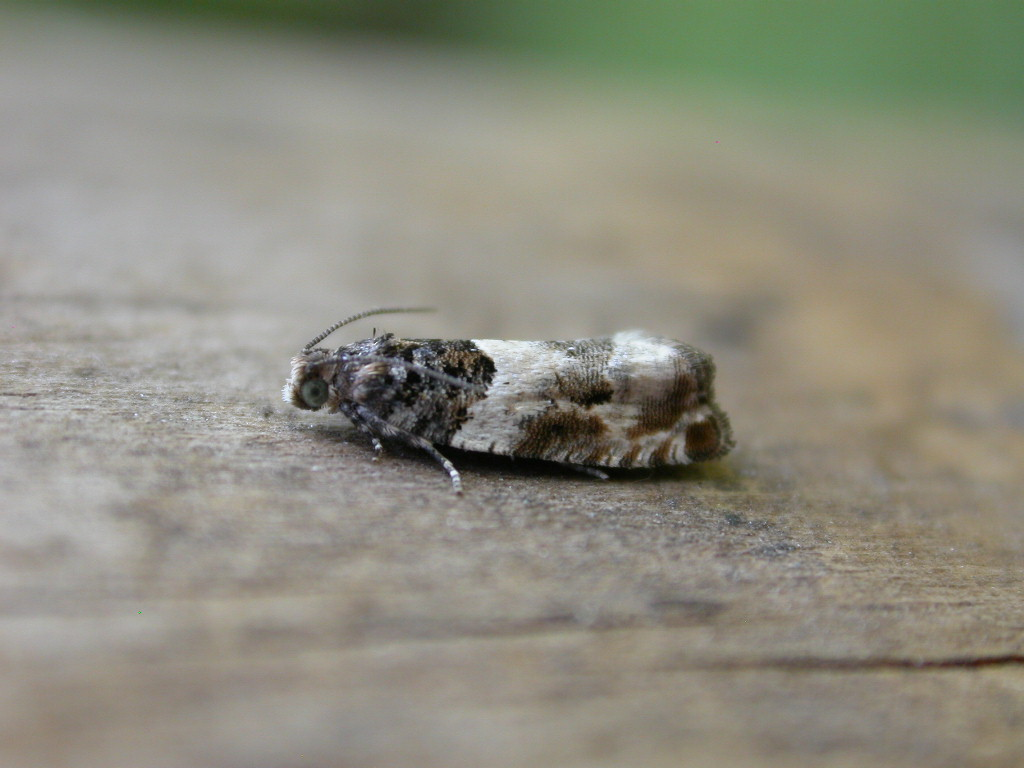
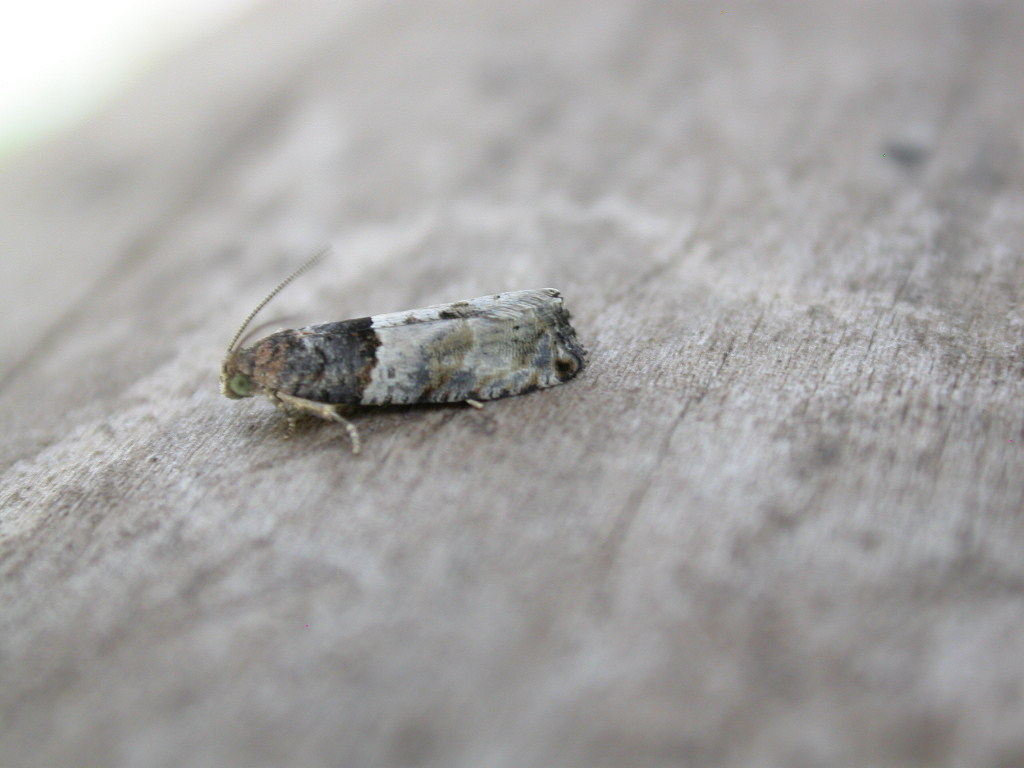

## Dottertaxa tillGypsonoma, i alfabetisk ordning[1][2]
- Gypsonoma aceriana
- Gypsonoma adjuncta
- Gypsonoma aechnemorpha
- Gypsonoma albifasciana
- Gypsonoma alnetana
- Gypsonoma amseli
- Gypsonoma anthracites
- Gypsonoma arcticana
- Gypsonoma attrita
- Gypsonoma belgiensis
- Gypsonoma bifasciata
- Gypsonoma blakeana
- Gypsonoma contorta
- Gypsonoma dealbana
- Gypsonoma distincta
- Gypsonoma ephoropa
- Gypsonoma erubesca
- Gypsonoma fasciolana
- Gypsonoma gymnesarium
- Gypsonoma haimbachiana
- Gypsonoma hiranoi
- Gypsonoma holocrypta
- Gypsonoma incarnana
- Gypsonoma infuscana
- Gypsonoma leprarum
- Gypsonoma lutescens
- Gypsonoma maritima
- Gypsonoma mica
- Gypsonoma minorana
- Gypsonoma minutana
- Gypsonoma monotonica
- Gypsonoma mutabilana
- Gypsonoma neglectana
- Gypsonoma nitidulana
- Gypsonoma obraztsovi
- Gypsonoma obscureofasciana
- Gypsonoma obscurifasciana
- Gypsonoma ochrotona
- Gypsonoma oppressana
- Gypsonoma paediscana
- Gypsonoma parryana
- Gypsonoma penthetria
- Gypsonoma phaeocremna
- Gypsonoma reconditana
- Gypsonoma riparia
- Gypsonoma rubescens
- Gypsonoma salicana
- Gypsonoma salicolana
- Gypsonoma simulatana
- Gypsonoma sociana
- Gypsonoma solidata
- Gypsonoma substitutionis
- Gypsonoma variegana
- Gypsonoma vermiculana